# Картотека

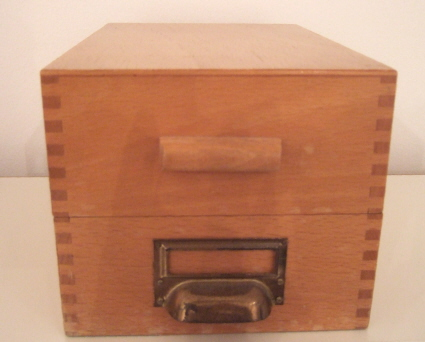
Дерев'яний ящик картотеки

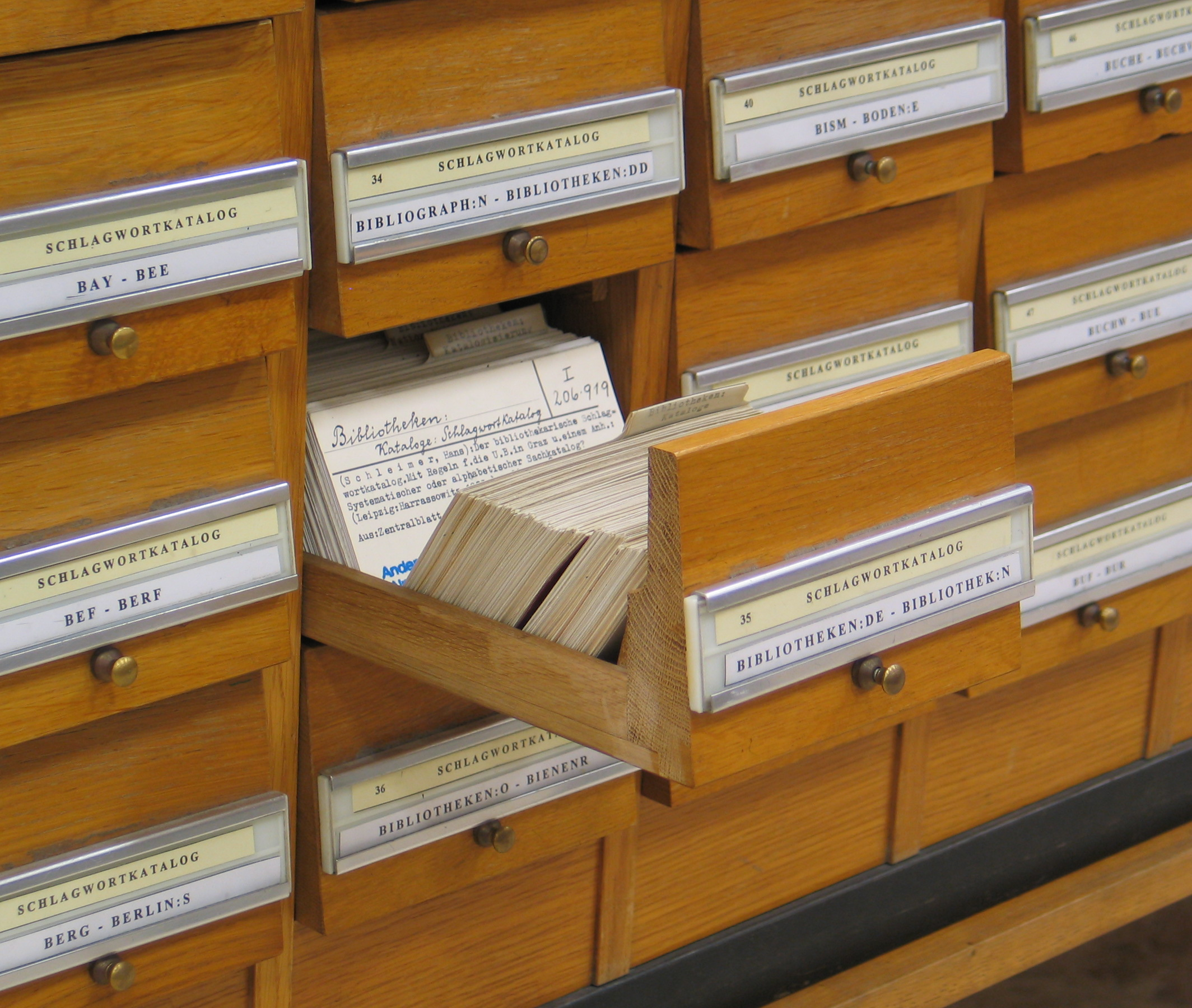
Предметний каталог університетської бібліотеки міста Грац в Австрії

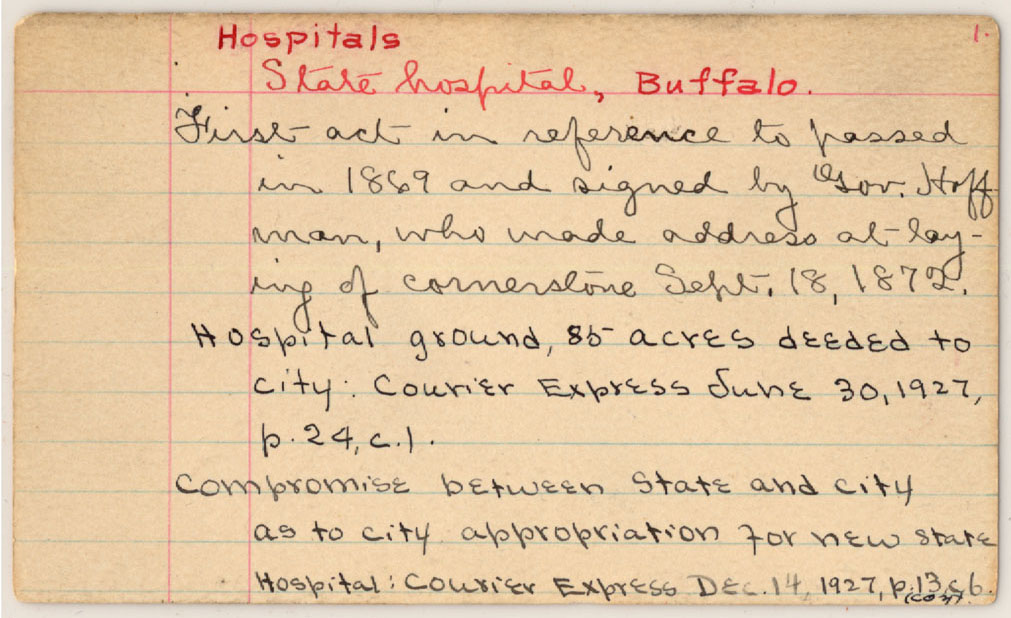
Американська рукописна картка картотеки

Картотека (дав.-гр. χάρτης «лист папірусу» й θήκη «місце зберігання») — упорядковане зібрання даних на паперових картках малого формату, як бібліотечний каталог. Назва походить від — «карта» і «тека». Тобто це система карток з обліковою, довідковою та іншою інформацією. Також — це скринька чи шафа для зберігання карток.
Кожна картка в такій картотеці є інформаційною одиницею, що надає відомості про будь-який об'єкт, що зберігається,  з метою полегшення пошуку цього об'єкту за певними ознаками. Впорядкування здійснюється обов'язково за логічними критеріями, відповідно абетки, дати і т. д..
У кінці XIX століття були винайдені ефективні методи та засоби пошуку карток у картотеці — карти з крайовою перфорацією. За допомогою пробитих отворів на краю картки кодувалися дані записані на картці. Винахідником сучасної систематизації обліку в бібліографії був Кароль Естрейхер (старший), псевдонім «Крупський» пол. Krupski (*1827 р. — †1908 р.) — доктор філософських наук, польський бібліограф.
Для архівування картотеки фотографується на мікрофішу з подальшим використанням мікрофіши за допомогою спеціального пристрою.

## Приклади
- Картотека пацієнтів у поліклініці
- Картотека (каталог) бібліотеки